# Каркырахан
Каркыра́хан (перс. قارقاراهان‎, Qārqārahān), а также Гиргир (араб. غيرغير‎, Ghirghir), — историческая область и самостоятельное владение, которое находилось в районе Восточного Казахстана (Тарбагатай, Алтай, Балхаш, Иртыш). В Каркырахане проживали кимаки, кипчаки и кыргызы. Факт пребывания кыргызов на данной территории засвидетельствовано восточно-казахстанским вариантом материальной культуры кыргызов. Также встречаются варианты названия: Кыркырхан, Каркарахан, Кыргыз-хан, Кыркыр, Каркыра, Каркара и т.д.

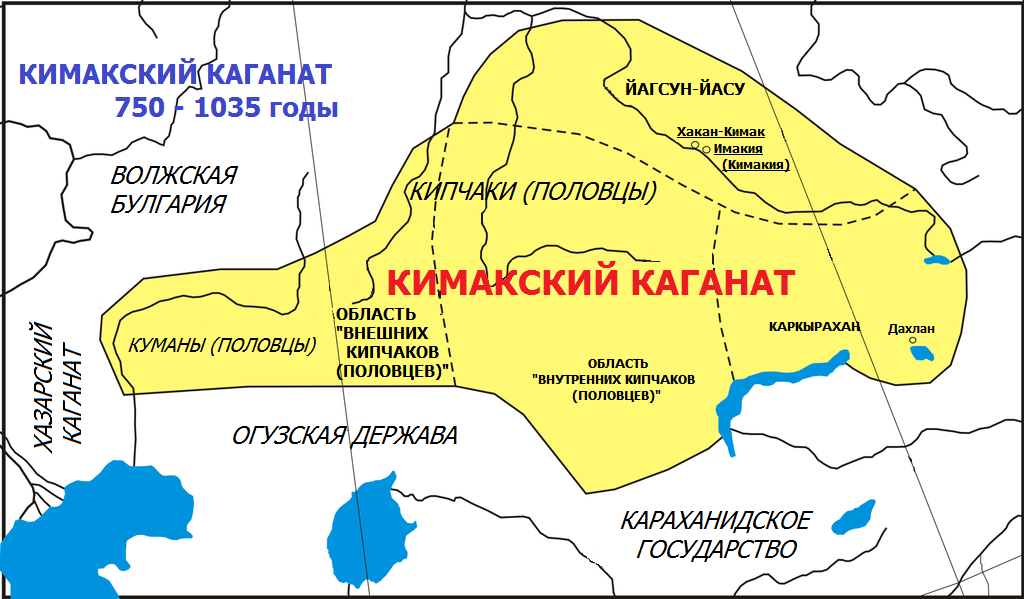
Карта Каркарахана (в составе Кимакского каганата).

Согласно географическому трактату 982/983 года «Худуд аль-алам», Каркар(а)хан являлся одним из областей Кимакского каганата, жители которой напоминали по своим обычаям на кыргызов.

## В источниках
В источниках упоминаются три части Кимакского каганата: на северо-западе — Андар аз-кыфчак (обычаи населения похожи на обычаи огузов), на востоке — Кыркырхан (от Иртыша до Тарбагатая, называемого в источниках Гиргир; обычаи населения похожи на обычаи кыргызов), а также область Йагсун-йасу, локализация которой неясна. Вероятно, описание отражает деление страны на центр и два крыла (подобное деление существовало у хунну и в Тюркском каганате).

Каркар(а)хан — еще одна область, принадлежащая кимакам, и жители ее напоминают по [своим] обычаям хырхызов.— Географический трактат «Худуд аль-алам».

## История
По мнению Д. Г. Савинова, ранняя история кипчаков и кимаков состояла из трёх этапов:
- Первый этап: Падение Сеяньтоского каганата и переселение части сеяньто в западноевразийские степи. С этой миграцией исследователь связывает появление на Иртыше статуй с сосудом в двух руках, а также появление погребений с конем.
- Второй этап: Падение Уйгурского каганата в 840 году под ударами енисейских кыргызов.
- Третий этап: Расселение кимаков и кипчаков в горных местностях. Они образовали ряд самостоятельных владений (Кыркырхан, Йагсун-Йасу, Андар аз-Хифчак), смешанных в этническом отношении. Третий этап датирован IX-X веками.

## Территория и местоположение
Область Кыркырхан находилась на восточной границе кимаков и граничила с Кыргызским каганатом. Российский востоковед В. Ф. Минорский ассоциировал Кыркырхан с Каркаралинском. Казахстанский историк Б. Е. Кумеков отождествляет местность Кыркырхан с горами «Гиргир» у Аль-Идриси. Украинский историк Я. В. Пилипчук отождествляет Гиргир не только с одним Тарбагатаем, но и с Чингизтау и с Калбинским хребтом.
Казахстанский историк Ж. М. Сабитов отождествляет Каркарахан с горами Гиргир (Тарбагатай) и в целом с юго-восточными землями Кимакского каганата.

### Книги
- Акеров Т. А. Каркырахан. Великий кыргызский каганат // Роль этнополитических факторов в консолидации кочевых племен Притяньшанья и сопредельных регионов (VIII—XIV вв.). — Бишкек: Институт истории и культурного наследия Национальной академии наук Кыргызской Республики, 2012. — 201 с. — ISBN 978-9967-02-853-1
- Каралаев С. Эпическое сказание «Манас», I том. — Бишкек: «Турар», 2010. — 1006 с. — ISBN 978-9967-444-37-9
- Р. А. Абдуманапов. Кипчаки в этногенезе кыргызов / отв. ред. А. М. Мокеев. — Бишкек: КРСУ, 2015. — 200 с. — ISBN 978-9967-19-191-4.
- К. И. Петров. Очерк происхождения киргизского народа / отв. ред. Г. Ф. Дебец. — Фрунзе: АН Киргизской ССР, 1963. — 149 с.
- К. И. Петров. Очерки феодальных отношений у киргизов в XV-XVIII веках / отв. ред. Б. К. Пашков. — Фрунзе: АН Киргизской ССР, 1961. — 178 с.